# Hylaeus fuliginosus
Hylaeus fuliginosus är en biart som först beskrevs av Warncke 1970.  Hylaeus fuliginosus ingår i släktet citronbin, och familjen korttungebin. Inga underarter finns listade i Catalogue of Life.